# 조선우표박물관

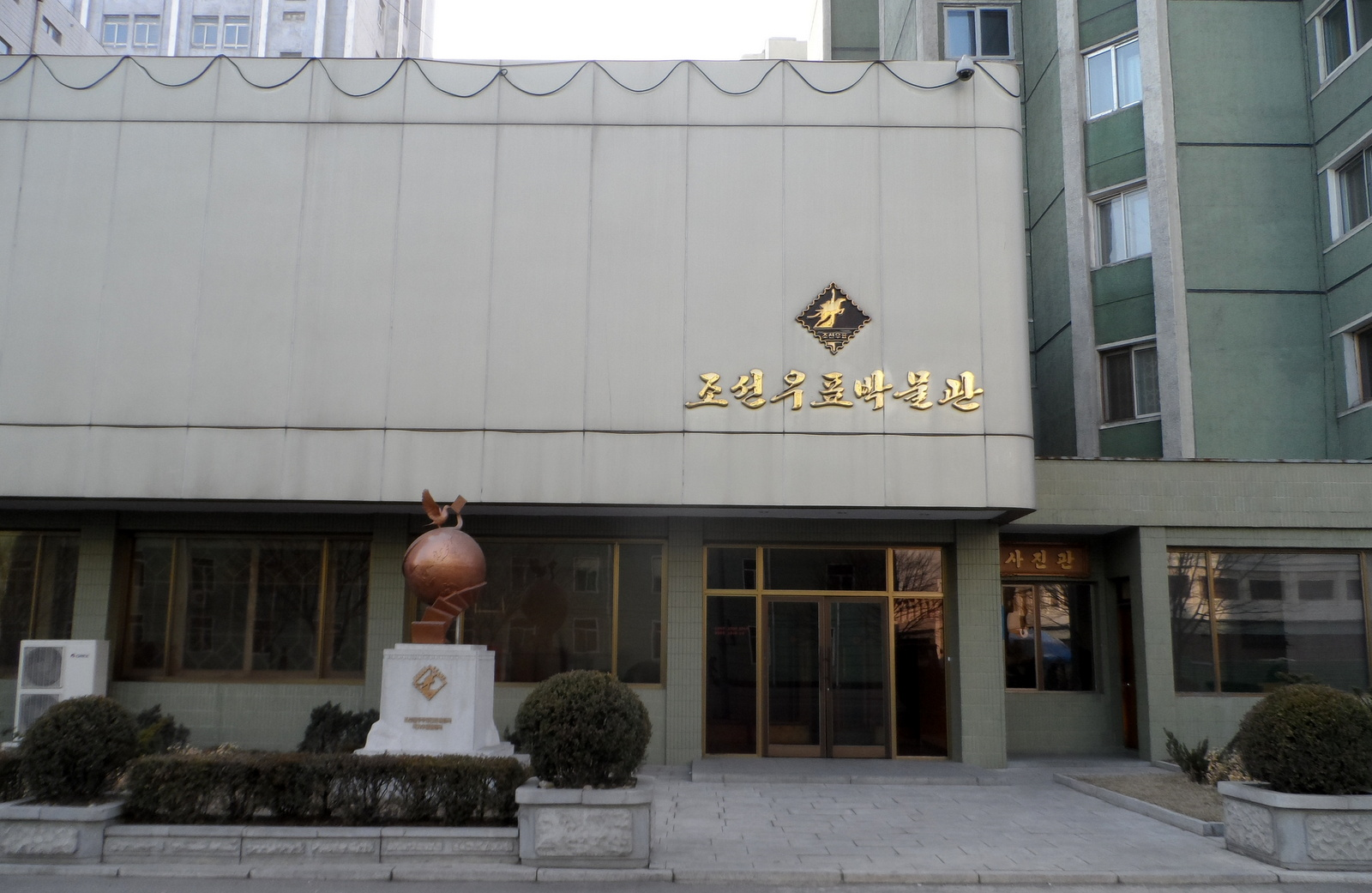
조선우표박물관

조선우표박물관(朝鮮郵票博物館)은 조선민주주의인민공화국 평양시 중구역 창광거리에 위치한 우편박물관이다. 조선민주주의인민공화국의 우표 발행 기관인 조선우표사에서 운영한다.

## 역사와 특징
조선우표박물관은 2012년 4월 9일에 김일성 출생 100주년의 일환으로 전시관에서 박물관으로 승격되어 문을 열었다. 2018년에 보수 및 확장 공사를 위하여 임시 폐쇄되었다가 2019년 2월 11일에 재개관했다.
조선우표박물관은 고려호텔과 평양역 사이에 위치하고 있으며 3층 건물을 띠고 있다. 1층에는 우표 전시회에서 수상한 상패가 전시되어 있다. 2층에는 기념품 가게, 3층에는 전시관이 있다. 확장 공사 이후에 박물관의 외관은 우표를 닮은 형태로 지어졌으며 건물 외부에는 지구 상공을 비행하며 엽서를 들고 있는 비둘기 동상이 있다. 조선우표박물관은 조선민주주의인민공화국에 대한 국제 사회의 제재에 따른 한계에도 불구하고 외국에서 온 관광객과 우표 수집가, 우취 전문가를 유치하기 위해 박물관이라기보다 상점의 기능을 한다.

## 전시품
조선우표박물관에는 6,000점이 넘는 우표, 봉투, 엽서가 소장되어 있다. 이 소장품에는 고대 유물과 조선 왕조 말기에 제정된 우편 제도의 유물, 조선민주주의인민공화국 최초의 우표를 비롯한 조선우편과 관련된 유물이 전시되어 있다. 박물관에는 김정일이 생전에 수집했던 우표 앨범도 소장되어 있다. 전시된 우표는 소련의 인공위성 스푸트니크 1호 발사, 영국의 케임브리지 공작 윌리엄의 출생, 싱가포르에서 열린 2018년 북미정상회담 등 나라별 역사, 동식물, 세계의 주요 사건을 강조한다.